# シュワスマン・ワハマン第1彗星
シュワスマン・ワハマン第1彗星（‐すいせい、シュヴァスマン・ヴァハマン第1彗星。英語: 29P/Schwassmann-Wachmann、Schwassmann-Wachmann 1、略称:SW1）は1927年11月15日にアルノルト・シュヴァスマンとアルノ・ヴァハマンがドイツのハンブルク天文台で発見した彗星である。発見されたときは13等でアウトバースト(急激な増光)の最中であった。1931年には発見より前の1902年3月4日に撮影された画像に12等で写ったシュワスマン・ワハマン第1彗星が発見された。核は直径60.4 ± 7.4 kmと推定されている。

## アウトバースト
この彗星は通常は16等であり、1 - 5等ほど光度が大きくなるアウトバーストを起こす点で特異的である。アウトバーストは年に7.3回の頻度で起こる。2021年1月14日にも16.6等から15.0等へのアウトバーストが観測され、年に7.3回という頻度にも合った結果であった。
アウトバーストは2010年から2014年の間では平均で57日に1回起こっており、シュワスマン・ワハマン第1彗星の核には氷の火山があり、自転周期も57日と遅い可能性がある。

## ケンタウルス族

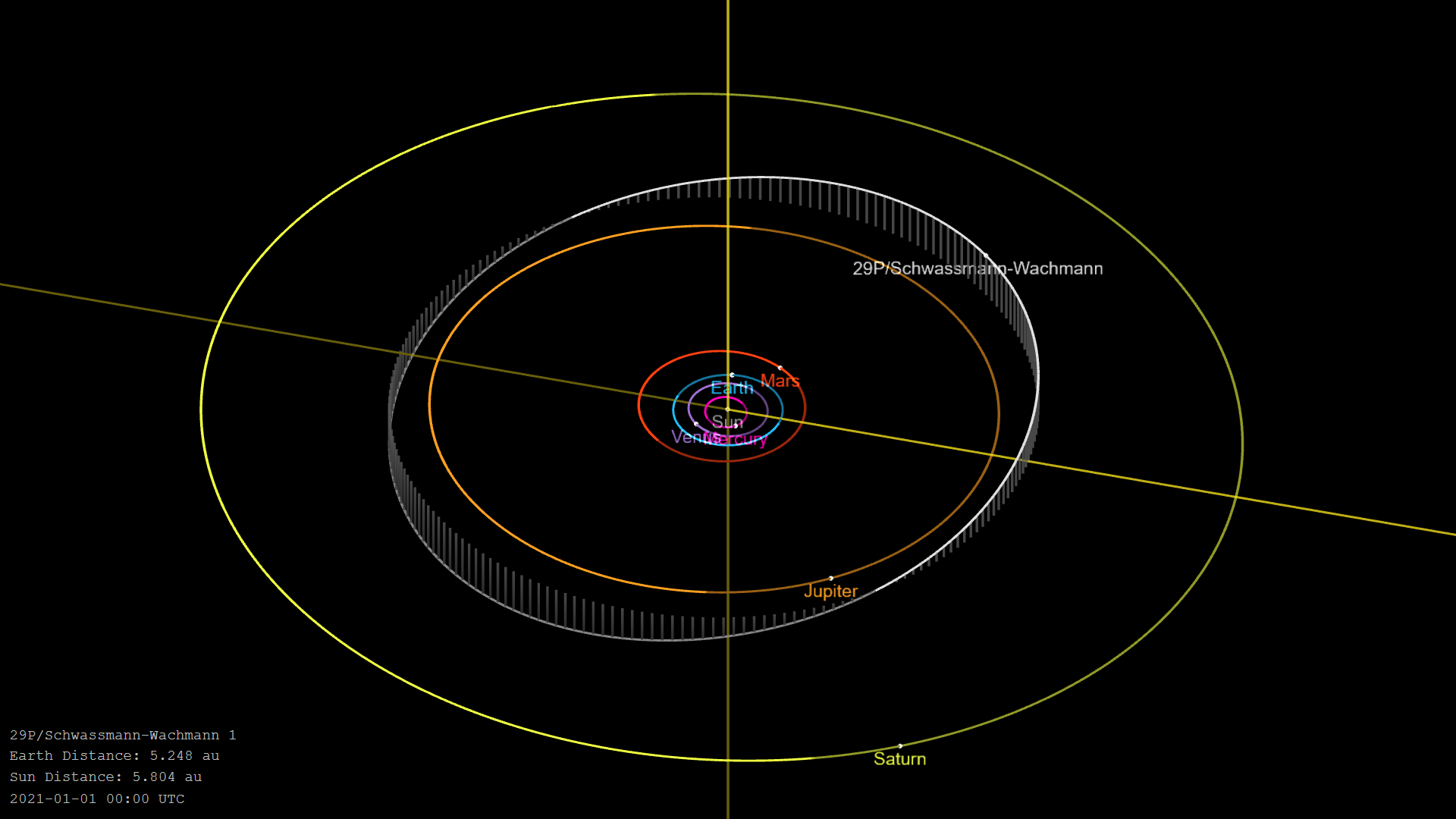
シュワスマン・ワハマン第1彗星の軌道

シュワスマン・ワハマン第1彗星は、木星軌道の少し外側で、円軌道に近い楕円軌道を描いている。これはケンタウルス族の小惑星に特徴的な軌道である。ケンタウルス族の天体は、近年エッジワース・カイパーベルトから侵入してきた天体である。ケンタウルス族の他の天体である2020 MK4は軌道が類似し、シュワスマン・ワハマン第1彗星に接近してコマを通過した可能性がある。

## ギャラリー
- アウトバースト後のシュワスマン・ワハマン第1彗星。20枚の画像を合成している。左の画像ではガスやダストが中心付近に広がっているのに対し、右の画像ではジェットのように広がっている。
- 2006年9月23日、ロシアのKa-Dar天文台で撮影されたシュワスマン・ワハマン第1彗星。